# Trophée européen FIRA de rugby à XV 1979-1980
Navigation
Trophée européen FIRA 1978-1979 Trophée européen FIRA 1980-1981
Le Trophée européen FIRA 1979-1980 est une compétition qui réunit les nations de la FIRA–AER qui ne participent pas au Tournoi des Cinq Nations, mais en présence des équipes de France B, du Maroc et de la Tunisie.

## Équipes participantes
| Division A - France A - Italie - Maroc - Pologne - Roumanie - Union soviétique | Division B - Allemagne - Espagne - Pays-Bas - Suède - Yougoslavie | Division C - Belgique - Danemark - Tunisie |

## Division A

### Classement
| Rang | Pays             | J | V | N | D | Pm  | Pe  | Diff | Pts |
| ---- | ---------------- | - | - | - | - | --- | --- | ---- | --- |
| 1    | France A         | 5 | 5 | 0 | 0 | 169 | 32  | +137 | 15  |
| 2    | Roumanie         | 5 | 3 | 0 | 2 | 142 | 86  | +56  | 11  |
| 3    | Italie           | 5 | 3 | 0 | 2 | 87  | 54  | +33  | 11  |
| 4    | Union soviétique | 5 | 3 | 0 | 2 | 80  | 81  | -1   | 11  |
| 5    | Pologne          | 5 | 1 | 0 | 4 | 56  | 171 | -115 | 7   |
| 6    | Maroc            | 5 | 0 | 0 | 5 | 37  | 147 | -110 | 5   |

|  | Vainqueur de la compétition (no 1). |
|  | Relégué en division B (no 6).       |

### Matchs joués
| 30 septembre 1979 | Pologne         | 3 – 13 | Italie                             | Sochaczew Arbitre : Gracia |
| 30 septembre 1979 | Pénalité(s) : 1 |        | Essai(s) : 1 Transformation(s) : 3 | Sochaczew Arbitre : Gracia |
| 30 septembre 1979 |                 |        |                                    | Sochaczew Arbitre : Gracia |

| 28 octobre 1979 | Union soviétique                                   | 9 – 0 | Italie | Moscou Arbitre : Domerq |
| 28 octobre 1979 | Essai(s) : 1 Transformation(s) : 1 Pénalité(s) : 1 |       |        | Moscou Arbitre : Domerq |
| 28 octobre 1979 |                                                    |       |        | Moscou Arbitre : Domerq |

| 18 novembre 1979 | Roumanie | 49 – 15 (29 - 0) | Pologne | Bucarest Arbitre : G. Segurola |
| 18 novembre 1979 |          |                  |         | Bucarest Arbitre : G. Segurola |
| 18 novembre 1979 |          |                  |         | Bucarest Arbitre : G. Segurola |

| 2 décembre 1979 | France B | 30 – 12 (3 - 0) | Roumanie | Montauban 25,000 spectateurs Arbitre : J. Short |
| 2 décembre 1979 |          |                 |          | Montauban 25,000 spectateurs Arbitre : J. Short |
| 2 décembre 1979 |          |                 |          | Montauban 25,000 spectateurs Arbitre : J. Short |

| 22 décembre 1979 | Italie                             | 34 – 6 | Maroc           | Bénévent Arbitre : Inchauspe |
| 22 décembre 1979 | Essai(s) : 7 Transformation(s) : 3 |        | Pénalité(s) : 2 | Bénévent Arbitre : Inchauspe |
| 22 décembre 1979 |                                    |        |                 | Bénévent Arbitre : Inchauspe |

| 1er janvier 1980 | Maroc | 3 – 11 | Union soviétique | Casablanca |
| 1er janvier 1980 |       |        |                  | Casablanca |
| 1er janvier 1980 |       |        |                  | Casablanca |

| 1980 | Union soviétique | 54 – 10 | Pologne | Moscou |
| 1980 |                  |         |         | Moscou |
| 1980 |                  |         |         | Moscou |

| 3 février 1980 | Maroc | 4 – 33 | France B | Casablanca |
| 3 février 1980 |       |        |          | Casablanca |
| 3 février 1980 |       |        |          | Casablanca |

| 17 février 1980 | France B                           | 46 – 9 | Italie                                         | Clermont-Ferrand Arbitre : Anderson |
| 17 février 1980 | Essai(s) : 9 Transformation(s) : 5 |        | Essai(s) : 1 Transformation(s) : 1 Drop(s) : 1 | Clermont-Ferrand Arbitre : Anderson |
| 17 février 1980 |                                    |        |                                                | Clermont-Ferrand Arbitre : Anderson |

| 13 avril 1980 | Italie                                             | 24 – 17 (0 - 6) | Roumanie                     | L'Aquila 12,000 spectateurs Arbitre : R. Quittenton |
| 13 avril 1980 | Essai(s) : 4 Transformation(s) : 1 Pénalité(s) : 2 |                 | Essai(s) : 2 Pénalité(s) : 3 | L'Aquila 12,000 spectateurs Arbitre : R. Quittenton |
| 13 avril 1980 |                                                    |                 |                              | L'Aquila 12,000 spectateurs Arbitre : R. Quittenton |

| 30 avril 1980 | Roumanie | 41 – 11 (21 - 4) | Maroc | Constanța 3,000 spectateurs Arbitre : Y. Bressy |
| 30 avril 1980 |          |                  |       | Constanța 3,000 spectateurs Arbitre : Y. Bressy |
| 30 avril 1980 |          |                  |       | Constanța 3,000 spectateurs Arbitre : Y. Bressy |

| 27 avril 1980 | Pologne | 28 – 13 | Maroc | Bytom |
| 27 avril 1980 |         |         |       | Bytom |
| 27 avril 1980 |         |         |       | Bytom |

| 11 mai 1980 | Roumanie | 23 – 6 (3 - 6) | Union soviétique | Bucarest Arbitre : J. St-Guilhem |
| 11 mai 1980 |          |                |                  | Bucarest Arbitre : J. St-Guilhem |
| 11 mai 1980 |          |                |                  | Bucarest Arbitre : J. St-Guilhem |

| 15 mai 1980 | Pologne | 0 - 42 | France B | Łódź |
| 15 mai 1980 |         |        |          | Łódź |
| 15 mai 1980 |         |        |          | Łódź |

| 18 mai 1980 | Union soviétique | 7 - 18 | France B | Moscou |
| 18 mai 1980 |                  |        |          | Moscou |
| 18 mai 1980 |                  |        |          | Moscou |

## Division B

### Classement
| Rang | Pays        | J | V | N | D | Pm  | Pe | Diff | Pts |
| ---- | ----------- | - | - | - | - | --- | -- | ---- | --- |
| 1    | Espagne     | 4 | 4 | 0 | 0 | 101 | 33 | +68  | 12  |
| 2    | Yougoslavie | 4 | 2 | 1 | 1 | 33  | 41 | -8   | 9   |
| 3    | Pays-Bas    | 4 | 2 | 0 | 2 | 37  | 44 | -7   | 8   |
| 4    | Allemagne   | 4 | 1 | 1 | 2 | 26  | 39 | -13  | 7   |
| 5    | Suède       | 4 | 0 | 0 | 4 | 35  | 75 | -40  | 4   |

|  | Promu en division A (no 1).   |
|  | Relégué en division C (no 5). |

### Matchs joués
| 20 octobre 1979 | Suède | 4 – 10 | Allemagne | Sollentuna |
| 20 octobre 1979 |       |        |           | Sollentuna |
| 20 octobre 1979 |       |        |           | Sollentuna |

| 4 novembre 1979 | Pays-Bas | 12 – 0 | Suède | Hilversum |
| 4 novembre 1979 |          |        |       | Hilversum |
| 4 novembre 1979 |          |        |       | Hilversum |

| 25 novembre 1979 | Allemagne | 0 – 13 | Espagne | Heidelberg |
| 25 novembre 1979 |           |        |         | Heidelberg |
| 25 novembre 1979 |           |        |         | Heidelberg |

| 16 décembre 1979 | Yougoslavie | 10 – 6 | Pays-Bas | Ljubljana |
| 16 décembre 1979 |             |        |          | Ljubljana |
| 16 décembre 1979 |             |        |          | Ljubljana |

| 22 décembre 1979 | Espagne | 25 – 3 | Yougoslavie | Madrid |
| 22 décembre 1979 |         |        |             | Madrid |
| 22 décembre 1979 |         |        |             | Madrid |

| 30 mars 1980 | Pays-Bas | 16 – 10 | Allemagne | Hilversum |
| 30 mars 1980 |          |         |           | Hilversum |
| 30 mars 1980 |          |         |           | Hilversum |

| 28 avril 1980 | Espagne | 24 – 3 | Pays-Bas | Barcelone |
| 28 avril 1980 |         |        |          | Barcelone |
| 28 avril 1980 |         |        |          | Barcelone |

| 3 mai 1980 | Allemagne | 6 – 6 | Yougoslavie | Hanovre |
| 3 mai 1980 |           |       |             | Hanovre |
| 3 mai 1980 |           |       |             | Hanovre |

| 17 mai 1980 | Yougoslavie | 14 – 4 | Suède | Split |
| 17 mai 1980 |             |        |       | Split |
| 17 mai 1980 |             |        |       | Split |

| 9 juin 1980 | Suède | 27 – 39 | Espagne | Uppsala |
| 9 juin 1980 |       |         |         | Uppsala |
| 9 juin 1980 |       |         |         | Uppsala |

## Division C

### Classement
| Rang | Pays     | J | V | N | D | Pm | Pe | Diff | Pts |
| ---- | -------- | - | - | - | - | -- | -- | ---- | --- |
| 1    | Tunisie  | 2 | 2 | 0 | 0 | 30 | 20 | +10  | 6   |
| 2    | Belgique | 2 | 1 | 0 | 1 | 59 | 19 | +40  | 4   |
| 3    | Danemark | 2 | 0 | 0 | 2 | 21 | 71 | -50  | 2   |

|  | Promu en division B (no 1). |

### Matchs joués
| 14 octobre 1979 | Belgique | 40 – 0 | Danemark | Bruxelles |
| 14 octobre 1979 |          |        |          | Bruxelles |
| 14 octobre 1979 |          |        |          | Bruxelles |

| 3 février 1980 | Belgique | 7 – 11 | Tunisie | Bruxelles |
| 3 février 1980 |          |        |         | Bruxelles |
| 3 février 1980 |          |        |         | Bruxelles |

| 3 mai 1980 | Danemark | 13 – 19 | Tunisie | Frederiksberg |
| 3 mai 1980 |          |         |         | Frederiksberg |
| 3 mai 1980 |          |         |         | Frederiksberg |